# آنسه-ا-بولیو
آنسه-ا-بولیو (به فرانسوی: Annesse-et-Beaulieu) یک کمون در فرانسه است که در دوردونی واقع شده‌است. آنسه-ا-بولیو ۱۲٫۱۲ کیلومتر مربع مساحت دارد ۷۲ متر بالاتر از سطح دریا واقع شده‌است.